# Psychothérapie intégrative
 (janvier 2025).
Si vous disposez d'ouvrages ou d'articles de référence ou si vous connaissez des sites web de qualité traitant du thème abordé ici, merci de compléter l'article en donnant les références utiles à sa vérifiabilité et en les liant à la section « Notes et références ».
La psychothérapie intégrative est une forme de psychothérapie intégrant — en fonction du contexte, de la pathologie et des problèmes du patient – un choix d'un petit nombre de psychothérapies.
Le terme d’intégration désigne « l’assemblage de divers éléments, qu’ils soient théoriques ou pratiques, dans le but de former un tout original et pragmatique. L’objectif est de dépasser la mise en œuvre d’une seule pratique, lorsque cette dernière ne permet pas ou seulement partiellement d’atteindre le but prédéfini. »[réf. souhaitée]
Godfried et Newman (1998)[Lequel ?], pose la problématique : « La possibilité d'intégrer des psychothérapies préoccupe les professionnels depuis plus d’un demi-siècle, mais c'est seulement depuis les années 1980 que la question constitue un domaine d'intérêt clairement défini. » Les sources de l'intégration se trouvent aux États-Unis dans les années 1930[réf. nécessaire].
Parmi celles les plus choisies, on peut citer :
- l'Analyse transactionnelle d'Éric Berne ;
- l'Approche centrée sur la personne (ACP) de Carl Rogers ;
- la Gestalt-therapie de Fritz Perls ;
- la vegetothérapie de Wilhelm Reich ;
- l'EMDR de Francine Shapiro ;
- la grille de la frustration de Saul Rosenzweig.[source insuffisante]

## Histoire
L'étude de l'intégration en psychothérapie permet de présenter comme autant de jalons quelques-unes des innombrables propositions ayant été faites dans le sens de l’intégration, lors des précédentes décennies. 
- Sur 800 thérapeutes interrogés aux États-Unis, 68 % se déclarent d'orientation éclectique et disent utiliser quatre théories différentes dans leur pratique.
- Beck et Alford publient Le pouvoir intégratif de la thérapie cognitive.
- Psychothérapie Intégrative (Norcross et Goldfried) paraît en Français. Ce livre phare présente les perspectives historiques et théoriques de l'intégration, ainsi que les modèles de Garfield, Lazarus, Beutler et Consoli, Prochaska et Di Clemente. Il se termine par l'examen des questions fondamentales et les perspectives d'avenir de l'intégration.

## Développements
Les principaux développements du courant éclectique et intégratif sont repérables en Belgique et en France. 
À l'Université de Louvain, un diplôme d'études spécialisées en psychothérapie fondé par Winfrid Huber, s’apparente à une approche éclectique-intégrative par son aspect général. 
Les étudiants choisissent l'orientation qu'ils souhaitent donner à leur formation parmi quatre possibilités (psychothérapie analytique enfant, psychothérapie analytique adulte, psychothérapie systémique, psychothérapie cognitivo-comportementale). La position de W. Huber est éclectique dans un sens plus général. Selon cet auteur, des traitements combinés pour certains patients et certains problèmes sont des traitements de choix. En outre, la recherche et les meilleures formations dans les différents diagnostics et dans des traitements combinés, ne relèvent pas seulement de l'intérêt majeur des patients et des thérapeutes, mais sont aussi faisables. 
En France, entre 1983 et 1989, différentes études ont montré que la pratique des psychiatres est mixte, associant chimiothérapie et psychothérapie (88 %), et que leur pratique psychothérapique est essentiellement pragmatique (sans référence à une théorie spécifique).
On peut toutefois s'interroger sur la validité des résultats de ces études, la formation aux psychothérapies occupant une très petite place dans le cursus de base des psychiatres, comparativement à leur formation aux théories biologiques des troubles mentaux. De très nombreux psychiatres n'utilisent ainsi que des traitements biologiques auxquels s'ajoutent des rudiments de psychologie.
Dans une étude réalisée dans des sociétés de psychanalyse, 84 % des réponses mentionnaient des cures de malades psychotiques sous neuroleptiques, et 30 % faisaient état de plusieurs traitements simultanés (psychothérapie d'inspiration psychanalytique, thérapie familiale, de groupe ou psychodrame). Ces faits posent à leur manière, la question de l'éclectisme et de l'intégration. 
Le thème des associations de techniques (essentiellement psychothérapie et chimiothérapie) fut repris par la suite dans de nombreux colloques et publications. La chimiothérapie n’est pas une psychothérapie dans le sens traditionnel du terme (c.-à-d. un traitement psychologique par des moyens psychologiques), mais un traitement médical plus ou moins lourd agissant sur les processus biologiques de la conscience. Or, depuis l'introduction du concept de psychisme, clairement différencié de l'appareil mental, le software et le hardware, pour reprendre ces termes, ne sont pas à confondre mais au contraire à distinguer, même si les rapports entre eux expliquent en partie l’amalgame fréquent fait entre l’un et l’autre. 
Un des premiers articles sur l'éclectisme en psychothérapie est paru en 1992, dans la revue Psychiatrie. Le titre, Psychothérapeute procustéen ou éclectique : qui êtes-vous ?, résume la problématique pour laquelle Olivier Chambon expose des solutions. 
« Les progrès théoriques et thérapeutiques potentiels sont désormais limités au sein de chaque école. La seule source réelle de progrès venant actuellement de l'extension de chacune d’elles par incorporation de théories et de faits cliniques provenant de champs d'investigation différents, ce qui représente une forme d'éclectisme (d'ailleurs toute école est finalement éclectique puisqu'elle se constitue en modifiant et en agrandissant par d'autres apports un système antérieur). »
Ainsi par exemple, on sait bien que la psychanalyse s’est largement inspirée des travaux de Janet. Il y a là un constat important pour comprendre la portée et l’intérêt de l’intégration, et quoi qu’en pensent ses détracteurs, autrement dit les défenseurs des systèmes « purs », l’intégration parfois nommée pluriréférentialité, acquiert progressivement une audience et une adhésion de plus en plus grandes. 
En 1993, l'Association Française pour l'Approche Intégrative et Éclectique en Psychothérapie a organisé une journée sur les facteurs communs et l'intégration des différents modèles en psychothérapie. Pour Chambon et Marie-Cardine, il existe un éclectisme de fait et une tendance à l'intégration des psychothérapies entre elles, et avec d'autres techniques, comme la chimiothérapie. 
Un autre ouvrage important est paru en 1994[Lequel ?], dans lequel avec Richard Meyer, ils expliquent que depuis 1984, l'évolution des psychothérapies est passée d'un climat d'exclusivité à celui d'une ouverture plus favorable à l'éclectisme. Ils soulignent que ce terme correspond à une attitude fondamentale de l'esprit humain, même s'il s'oppose à l’exclusivisme qui s'est développé sous l'influence de la psychanalyse, des sciences biologiques et des sciences dites fondamentales. 
« L'idée commença à germer qu'il se pourrait qu'il n'y eût pas de technique ou de théorie absolument « pure » : toute technique et la théorie qui en rend compte, ne seraient que la mise en œuvre prédominante d'un aspect du fonctionnement psychique toujours plus complexe… c'est d'ailleurs une nécessité de méthode : on ne peut tout faire ni tout connaître en même temps. »
À cette époque, les techniques psychothérapeutiques créées dans les cinquante dernières années, atteignent le nombre impressionnant de 400, les principales questions étant de savoir : 
- si ces techniques sont aussi différentes qu'elles le paraissent ;
- si le fonctionnement psychique qu'elles décrivent ne présente pas des aspects communs qui pourraient être intégrés dans un modèle théorique plus complet et complexe. La question de l’intégration qui suppose des études comparatives, est ainsi au cœur de l’évaluation des psychothérapies.

Dans ce même ouvrage, Gérard Apfeldorfer explique : « discours théoriques et pratiques réelles sont en fait deux ordres bien distincts. Il existe bien des façons d'être psychanalyste lacanien, et les pratiques thérapeutiques se référant aux thérapies cognitives comportementales varient grandement d'un thérapeute à l’autre… ainsi il peut arriver que bien peu de choses séparent leurs pratiques… à l’inverse, deux psychanalystes, ou deux comportementalistes, s'avéreront avoir des pratiques et des résultats thérapeutiques fort divergents… la vérité est que, dans la pratique, on peut-être [sic] plus ou moins psychanalyste ou plus ou moins comportementaliste. »[réf. nécessaire]
On peut aussi être psychanalyste dans certaines occasions, comportementaliste ou thérapeute paradoxal dans d'autres. On peut être encore plus ou moins empirique, suivre l'inspiration du moment, ou à l'inverse, moduler ses comportements à partir d'une théorisation stricte. Il paraît probable (quoiqu'à vérifier) que ces différents rapports à la théorie ont un retentissement sur l'efficacité thérapeutique. 
G. Apfeldorfer parle ensuite de sa pratique de psychanalyste narrativiste radical. Celle-ci consiste en la construction commune d'une fiction du passé représentant une explication des troubles acceptable par le patient. Serait thérapeutique non de rendre conscients des souvenirs refoulés, mais de pouvoir mettre en mots certaines expériences, de créer une cohérence, d'élaborer une histoire personnelle qui ait un sens. 
La construction narrative constituerait la nouvelle réalité, la vérité personnelle du sujet. Il s’agit d’un éclectisme clinique tenant compte de la théorie du patient : « L'orthodoxie — il existe une vérité et une seule — traduit une fermeture du thérapeute aux vues et aux désirs de son patient. L'empirisme athéorique — il n'y a pas de vérité stable — laisse le champ libre au bon plaisir du thérapeute, à moins qu'il ne s'agisse du bon plaisir du patient, sans grande chance qu'émerge quoi que ce soit de durable. Enfin, l'éclectisme — il existe plusieurs vérités possibles — offre le maximum de chances que patient et thérapeute s'entendent sur une construction commune. » [réf. nécessaire]
En 1998, faisant écho à l'ouvrage de Beck et Alford publié la même année, F. Mehran et JD Guelfi écrivent : « la thérapie cognitive a-t-elle un pouvoir intégratif ? » La thérapie et la théorie cognitive, disent-ils, peuvent servir de paradigme unifiant et intégratif pour la psychopathologie et la psychothérapie effectives. Les thérapeutes cognitivistes peuvent ne pas exclure d'autres personnes des séances de thérapie quand le patient se plaint principalement de conflits interpersonnels. 
De même, les contextes environnementaux ne peuvent pas être ignorés dans le cas de constructions personnelles erronées (exemple : la relation entre la réponse et le renforcement) ou encore, la thérapie cognitive peut se focaliser sur des données inconscientes quand l’évaluation révèle un traumatisme précoce non résolu, en relation avec une autre personne. 
Quoi qu'il en soit, la psychologie clinique semble être la seule discipline à même d'assurer l'intégration des théories, dans le cadre de la pluriréférentialité où elle est construite. L’intégration théorique et son corollaire, l’éclectisme technique, représentant pour ainsi dire l’étape ultérieure voire ultime, du pluralisme théorique. 
De plus, seuls les outils du langage philosophique permettent d’effectuer une analyse dialectique pour comparer les théories et faire des rapprochements, voir en quoi et pourquoi elles sont similaires sur certains points, ou au contraire hétérogènes sur d’autres. 
Le but de ce travail est aussi in fine, de mieux comprendre dans quels cas ou à quel moment telle ou telle notion, telle ou telle technique, peuvent être utilisées de manière appropriée. 
Tout ceci étant posé, l’intégration théorique n’est envisageable que sous certaines conditions, la première étant qu'elle est et doit rester une méthode, non devenir une nouvelle doctrine ou un instrument visant à annexer les autres théories. 
La deuxième condition est d’avoir une approche instrumentaliste des concepts et des notions des psychothérapies monodisciplinaires, c'est un des aspects épistémologiques de l'intégration. 
La troisième condition est de faire une analyse dialectique des postulats et des notions, afin de mettre en perspective leurs différents opérateurs et d’éclairer les liens ou les rapports existant entre eux : analogies, complémentarités, oppositions, contradictions… c'est l'aspect méthodologique et exégétique de l'intégration, qui complète le précédent. (cf Max Pagès, 1986 et 2001). 
Dans le livre Trace ou Sens, ce même auteur explique : « chaque spécialiste se refuse à envisager l'intervention dans son domaine de principes autres que les siens, c'est-à-dire qu'il fonctionne sur un mode hégémonique. » Ce mode de pensée s'appuie sur des postulats non dialectiques présupposant que le champ scientifique est structuré à partir d'un seul pôle et que les déterminations proviennent de ce pôle unique.
Dans le même temps, il génère une exigence de problématisation multiple, présupposant la reconnaissance du droit à l'intervention croisée des disciplines considérées, ou mieux, de sa légitimité. Se retrouve ici l’idée d’une « complémentarité » des approches et des niveaux de réalité visés, ou du moins d’une synergie résultant de leur utilisation simultanée. Il s’agit en effet d’une complémentarité instrumentaliste ou pragmatique, ne visant pas la vérité dernière des choses mais leur formulation et leur assomption dans des termes appropriés à chaque situation et à chaque dimension de celle-ci. 
La démarche dialectique pratique l’hybridation et le métissage intellectuels, à partir d’éléments conceptuels dont l’intérêt paraît certain, elle distingue les oppositions et les contradictions, partant du principe que dans une démarche hégémonique de simples oppositions sont converties en contradictions, et qu’un amalgame s'établit entre la découverte scientifique des processus et le mythe scientifique qui la formule… 
L'identité dialectique est en devenir permanent, c'est une méthode plus qu'un contenu, une façon de faire face aux changements permanents des sciences humaines, d'accumuler en intégrant et en triant. 
Cette méthode permet d'envisager l’intégration comme pouvant se concrétiser dans des modèles pluri-référentiels différents, l’important étant que ces modèles coïncident avec la réalité du patient (ses attentes et ses besoins, ses possibilités et ses limites), et permettent de la transformer, en utilisant au mieux les apports des écoles référentes. C’est aussi pourquoi ces apports doivent faire l’objet d’une analyse visant à déterminer ce qu’il est essentiel d’en retenir, ou au contraire accessoire. Un des buts va ainsi être de dégager les « noyaux durs » de ces apports, pour voir ensuite dans quelle mesure ils peuvent être utilisés conjointement dans un travail thérapeutique. Cette démarche est pertinente pour préciser les possibilités d’articulation et d’enrichissement mutuel de plusieurs théories.

## Enseignement et formations
Au niveau international la SEPI (Society for the Exploration of Psychotherapy Integration) est le plus ancien et le plus important organisme consacré à l'intégration en psychothérapie. Cette association américaine organise régulièrement des colloques et publie de nombreux travaux dans le Journal of Psychotherapy Integration (JPI) édité par l'American Psychological Association. Cette association regroupe des universitaires et des auteurs comme Paul Wachtel ou Tullio Carrere.
En Europe, des formations ont été mises en place à Louvain, à Lyon I et à Paris V. À Lyon I, un diplôme universitaire de Psychothérapie a pour directeurs M. Marie-Cardine et JL. Terra. Il vise l'acquisition d'une information de base sur les différentes techniques psychothérapeutiques et d'une formation par la pratique de cures supervisées. 
Son objectif est aussi d’« aider les étudiants à s'orienter vers une formation à une technique plus spécialisée », supposant ainsi ce choix comme nécessaire à terme, ce qui contredit en partie l'intérêt d'une formation « entièrement » éclectique-intégrative. 
Cette formation est constituée d’enseignements portant notamment sur l'histoire des psychothérapies, la théorie générale des psychothérapies, les facteurs communs, les classifications, les techniques, l'approche intégrative et éclectique, les indications des psychothérapies, etc.
À Paris V, le professeur Quentin Debray propose depuis quelques années un DU Méthodes et pratiques actuelles des psychothérapies et sociothérapies. Ce DU est présenté comme un complément à l’enseignement universitaire de la psychothérapie et de la sociothérapie, nécessitant une approche globale des théories et des modèles. 
Viennent ensuite des associations et organismes privés utilisant souvent des modèles théoriques de moindre importance et reconnaissance, et à la tête desquels on retrouve parfois les mêmes personnes. À noter que s'ils proposent des formations en psychothérapie, ces organismes forment désormais des psychopraticiens relationnels et non pas des psychothérapeutes dont le titre est protégé depuis juillet 2010.
La FFRAPIM (Fédération Française de Psychothérapie Intégrative et Multiréférentielle), (Jean-Michel Fourcade, Philippe Grauer, Jean-Pierre Klein, Bruno Dal-Palu) se présente comme Société savante et Organisme d'accréditation. La psychothérapie multiréférentielle disent ces auteurs, est née du constat de la richesse des apports provenant de courants théoriques divers : psychologie cognitive, courants humanistes, phénoménologiques, gestaltistes, reichiens et néoreichiens, psychanalyses, analyse systémique, sociologie familiale. Cela étant, ils oublient de mentionner que la psychothérapie personnelle n’est pas une condition rédhibitoire dans tous ces courants qu’ils veulent « réunir », tout en exigeant cette condition pour leurs étudiants.
L'École Européenne de Psychothérapie Socio et Somato-Analytique, fondée par Richard Meyer (coauteur d'un ouvrage avec Marie-Cardine M., Chambon O.), se définit comme un système d'exploitation de l'intégration des psychothérapies méthodique, paradigmatique, et personnelle. Elle utilise des concepts comme l'intégration du corps à la psychothérapie (somatothérapie), l'intégration du corps à la psychanalyse (somatanalyse), la séparation des trois cadres relationnels (en groupe, en individuel, en solo), et la psychothérapie plénière, qui ne sont pas très précisément définis. 
Le Centre Interdisciplinaire de Formation à la Psychothérapie relationnelle, pour une psychothérapie multiréférentielle, apporte des enseignements de Gestalt-thérapie, Psychanalyse, Psychocorporel, Groupe psychothérapique, Philosophie. Jean-Michel Fourcade présente dans un article de 2015 une Introduction à la Psychanalyse intégrative, telle qu'elle a été enseignée entre 2000 et 2020 à la Nouvelle Faculté Libre. 
La Société Française de Psychanalyse Intégrative, cofondée le 29 avril 2011 par Jean-Michel Fourcade, est une association qui regroupe des psychanalystes partageant les mêmes convictions au plan théorique et clinique concernant la Psychanalyse Intégrative. Celle-ci intègre deux grands courants, les psychanalyses et les psychothérapies relationnelles (incluant les psychothérapies émotionnelles, corporelles et existentielles), ainsi que les apports des sciences qui permettent de mieux appréhender la complexité du sujet. Ses principes en sont : reconnaissance de l’inconscient, relation thérapeutique dans le transfert, adaptation de la technique et du cadre selon la personnalité du patient, sa régression et le déroulement du processus thérapeutique. La SFPI a publié en novembre 2023 un ouvrage collectif La Psychanalyse Intégrative, une pratique vivante.
L'École Lilloise de Psychothérapie Intégrative & Relation d'Aide Psychologique, est intégrée dans l’Institut d'Analyse Transactionnelle. La formation se déroule à temps partiel en quatre années, incluant des enseignements de psychanalyse et d'analyse transactionnelle. 
L'école ETAP (Georges Colleuil, Psychothérapeute, Pr de Philosophie et de Psychologie, Chercheur en Sciences du Langage, diplômé de l'Université de Nice Sophia-Antipolis, et coll.) propose une formation en psychothérapie « axée sur une démarche systémique contemporaine, orientée vers la solution ». La formation est d'orientation multiréférentielle, comportant un cursus de base en psychologie fondamentale et psychopathologie clinique, et des modules d'application pratique en sophrologie analytique, PNL[Quoi ?], Hypnose Ericksonienne, Analyse Transactionnelle, Thérapie à Médiation Psychocorporelle et Coaching, etc.[Information douteuse]
Enfin, l'IFPI, Institut Français de Psychothérapie Intégrative, dont les directeurs sont Christian Maitrejean et le Dr Daniel Markman, propose une formation dite certifiante en psychothérapie intégrative, basée sur l’intégration d'outils tels que l’Analyse Transactionnelle, la PNL, etc.
Parmi les organismes cités, seule la FFRAPiM fait état d'arguments épistémologiques et théoriques sur son site, pour expliquer l'intérêt de l'intégration en psychothérapie, la plupart des autres présentant une juxtaposition des enseignements sans justifier le bien-fondé et l'intérêt de cette pluralité d’apports. Il est dommage que cette fédération, qui avait commencé un travail d'élaboration théorique qui restait à affiner, ne soit plus en activité. Elle laisse une place à prendre indispensable pour regrouper les organismes de ce courant.